# Valdiléia Martins
Valdiléia Martins (Querência do Norte, 19 de setembro de 1989) é uma atleta brasileira especialista no salto em altura, na qual é a recordista brasileira. 
Começou em 2003, numa competição interna do colégio onde estudava, em sua cidade natal. Foi campeã, conseguindo uma vaga nos Jogos Regionais, que também venceu. Em seguida, começou a disputar os Jogos Estaduais Brasileiros (JEBs), transferiu-se para Maringá e, mais tarde, para São Paulo. Integra a equipe da BM&FBOVESPA desde 2010. Participou do Ibero-Americano de 2010, em San Fernando.
Integrou a delegação que disputou os Jogos Pan-Americanos de 2011 em Guadalajara, no México.
Ela obteve a medalha de ouro no salto em altura nos Jogos Sul-Americanos de 2010 e nos Jogos Sul-Americanos de 2022, além da medalha de prata nos Jogos Sul-Americanos de 2018. 
Foi medalha de ouro do Campeonato Ibero-americano de Atletismo de 2024 em Cuiabá  além de ganhar a prata no Ibero do Rio 2016  e de La Nucia 2022. 
Ficou em 5º lugar nos Jogos Pan-Americanos de 2019 e nos Jogos Pan-Americanos de 2023. 
Participou do Campeonato Mundial de Atletismo de 2023, onde fez a marca de 1,85m, terminando em 27º lugar e não se qualificando para a final. 
Tornou-se a segunda brasileira da história a atingir a marca de 1,90 m no salto em altura, no III Desafio CBAt/CPB, realizado em São Paulo, 2024. O recorde brasileiro de 1,92 m é detido por Orlane Maria Lima dos Santos desde 1989 e foi obtido na altitude de Bogotá. 
Se classificou para participar pela primeira vez dos Jogos Olímpicos em 2024.
Em Paris 2024, aos 34 anos de idade, obteve o seu melhor resultado classificando-se para a final olímpica com a marca de 1,92 m, igualando o recorde brasileiro de Orlane dos Santos, existente desde 1989. Durante a eliminatória ainda tentou três saltos a 1,95 m na eliminatória, sem conseguir superar a altura devido a uma torção no tornozelo durante a segunda tentativa. Após dois dias de tratamento intensivo, ela ainda entrou para participar da final, mas, ao iniciar a corrida para fazer o primeiro salto, sentiu novamente o tornozelo e abandonou a prova.

## Resultados importantes[1]
- Campeã do Troféu Brasil de Atletismo/2016 (1,85 m)
- Vice-campeã do Ibero-Americano do Rio/2016 (1,84 m)
- Medalha de bronze no Troféu Brasil de Atletismo/2014 (1,79 m)
- Campeã do Troféu Brasil de Atletismo/2012 (1,84 m)
- Vice-campeã do Troféu Brasil de Atletismo/2011
- Medalha de bronze no Troféu Brasil de Atletismo/2010
- Campeã do Sul-Americano Sub-23 de Medellín/2010
- Campeão do Estadual Sub-23 de São Paulo/2010